# Matthew Hughes
Matthew Hughes, född 3 augusti 1989, är en friidrottare från Kanada. Han deltog vid olympiska sommarspelen 2016 och olympiska sommarspelen 2020.